# Ausencia de malicia
Ausencia de malicia (título original: Absence of Malice) es una película estadounidense de 1981, dirigida por Sydney Pollack y protagonizada por Paul Newman y Sally Field en los papeles principales.

## Argumento
Michael Gallagher se dedica al comercio de licores en Miami, Florida. Es hijo de un jefe mafioso fallecido, pero Michael no tiene nada que ver con el crimen organizado. Un fiscal, Elliott Rosen, que investiga el asesinato de un líder sindical desde hace seis meses sin éxito, hace una investigación falsa de él para ponerlo como sospechoso del crimen y lo filtra a la prensa que se interesa por el asunto a través de la periodista Megan Carter, que ha sido manipulada por el fiscal para ese propósito. Lo hace por el fracaso de los intentos legales de encontrarlos y porque está convencido de que Gallagher puede encontrarlos a través de conocidos de su padre fallecido.   
Ella publica la información inventada que Rosen filtró y acosa luego a Michael con la esperanza de obtener una exclusiva. Como actúa en interés de la opinión pública no hay ausencia de malicia al respecto y puede también encubrir la filtración. A pesar de que aun así surgen sentimientos entre ambos, ella da prioridad a su objetivo profesional. Adicionalmente Michael está siendo hostigado por el sindicato del líder asesinado, porque creen la historia, y por el crimen organizado, que ha deducido correctamente lo que está ocurriendo y ven por ello a Gallagher como un peligro potencial para sus intereses. Finalmente el fiscal del distrito y superior local Quinn, sabiendo más tarde lo que está ocurriendo, decide permitirlo con la esperanza de encontrar al asesino y ganar así ventajas políticas.  
Michael sospecha correctamente que la historia proviene de alguien que investiga el asesinato de Díaz y decide usar toda su astucia para poder salir de la situación comprometida, en la que se encuentra. Más tarde también busca la venganza, porque el hostigamiento causa más tarde el suicidio de Teresa Perone, una amiga suya, que vivía con él durante los últimos años, cuando el hostigamiento reveló por casualidad que se había hecho un aborto recientemente, cosa que quería ocultar por vergüenza religiosa, lo que llevó a su suicidio cuando salió en la prensa, ya que tuvo la sensación de que estaban violando con ello su intimidad estando ella además en una situación débil psíquica por lo que hizo. 
Finalmente Michael se entera a través de Megan, que se siente culpable por la muerte de Teresa, de que Rosen está detrás de todo. Entonces él, con un elaborado truco, consigue hacer que Rosen, Quinn y el FBI local, bajo las órdenes de Rosen, rompan otras leyes en provecho de conseguir así sus propósitos y sacarlo todo a la luz de esa manera, por lo que Wells, el fiscal superior de Rosen a nivel nacional, es posteriormente enviado por el Ministerio de Justicia para aclarar el asunto.     
Convoca para ello a todos los implicados a una reunión y consigue allí aclarar lo ocurrido. Quinn debe dimitir, Rosen es despedido por Wells por sus acciones, mientras que Megan pierde credibilidad como reportera. Wells también descubre que Gallagher lo orquestó todo en venganza por lo que le hicieron y que no lo admitirá para que pierdan cualquier posibilidad de redención parcial. No puede probarlo aunque decide no culparle al respecto y dejarlo en paz, cuando Gallagher le obliga a tomar en cuenta el asunto del suicidio de su amiga Perone, por lo que no tendrá justicia.    
Después Michael se va de Florida de forma duradera para poder olvidarse del horrible asunto, mientras que Carter, que ha aprendido de lo ocurrido, se encuentra con él antes de que lo haga. Ambos se despiden amistosamente.

## Reparto
- Paul Newman - Michael Gallagher
- Sally Field - Megan Carter
- Bob Balaban - Elliott Rosen
- Melinda Dillon - Teresa Perone
- Luther Adler - Malderone
- Barry Primus - Waddell
- Josef Sommer - McAdam
- Don Hood - Quinn
- Wilford Brimley – Wells, asistente del Ministerio Público

## Producción
La película se filmó en el condado de Miami-Dade y en Miami, Florida.

## Recepción
La obra cinematográfica fue muy aplaudida por la crítica.

## Premios
- Premio Kansas City Film Critics Circle 1982 : a la mejor actriz secundaria (Melinda Dillon)
- Premio Festival Internacional de Cine de Berlín 1982 : Mención honrosa (Sydney Pollack)

Nominaciones
- Premio Oscar 1982 : al mejor actor principal (Paul Newman), a la mejor actriz secundaria (Melinda Dillon), y al mejor guion – cine (Kurt Luedtke)
- Premio Globo de Oro 1982 : a la mejor actriz – drama (Sally Field), y al mejor guion (Kurt Luedtke)
- Premio Oso de Oro 1982 : Sydney Pollack
- Premio WGA 1982 : al mejor guion – cine : Kurt Luedtke